# Théorie du comportement planifié
La Théorie du Comportement Planifié (TCP) a été proposée par Icek Ajzen (en) comme une amélioration de la théorie de l'action raisonnée qu'il avait déjà développée en collaboration avec Martin Fishbein.
La TCP vise à expliquer ou infléchir les comportements à partir de questions comme leur lien avec les attitudes, le sentiment d’auto-efficacité et les normes sociales.

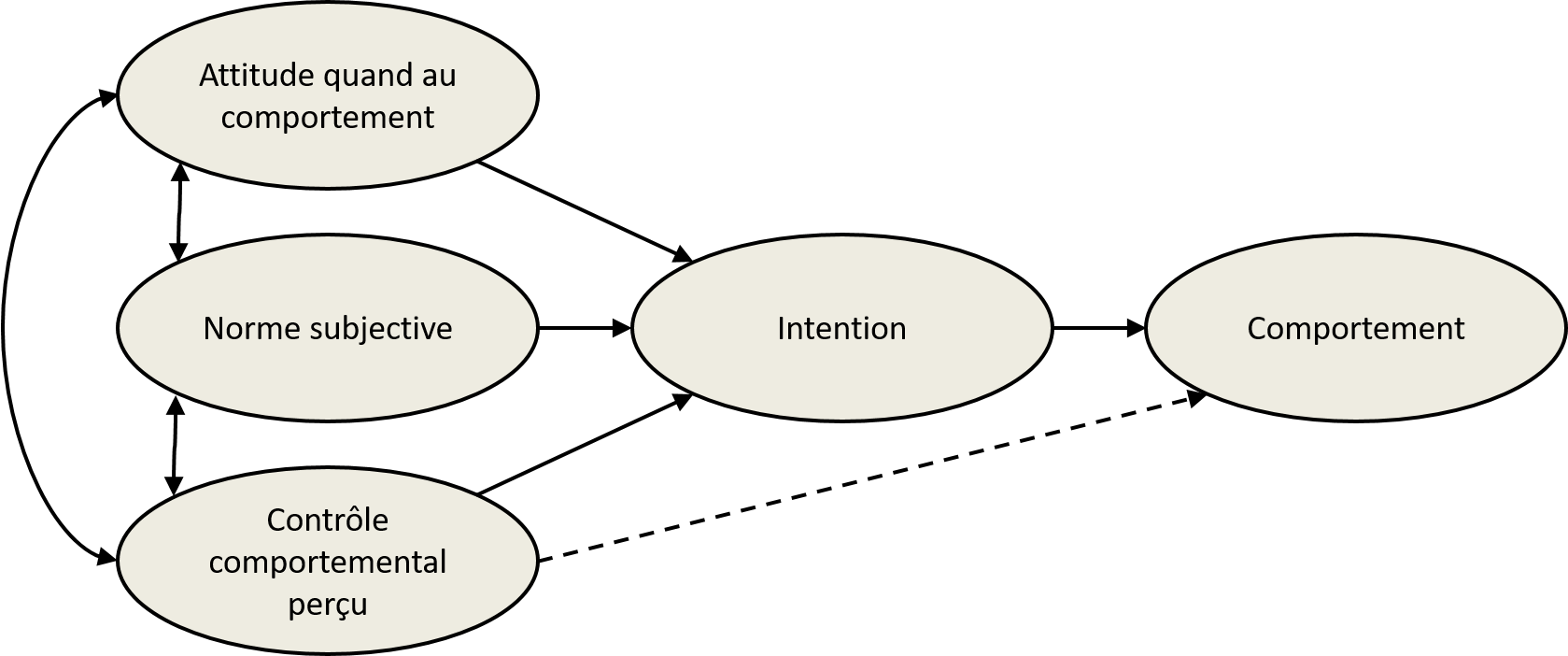
La théorie du comportement planifié (TPB) d'après Ajzen, 1991 (p. 182)

## Contenu de la théorie
Elle postule que le comportement humain, pour être effectif, doit d’abord être décidé/planifié, d’où le nom de théorie du comportement planifié. De plus pour être décidé, trois types de facteurs sont nécessaires :
1. Des jugements sur la désirabilité du comportement et de ses conséquences (attitudes par rapport au comportement);
2. Des considérations sur l’influence et l’opinion des proches sur le comportement (les normes sociales);
3. Des croyances sur la capacité du sujet à réussir le comportement (auto-efficacité).

## Champs d’application
La théorie du comportement planifié est une théorie intégratrice applicable à une très grande variété de situations : abandon scolaire, absentéisme au travail, port du préservatif, comportements de consommation, sécurité routière, arrêt du tabac, acceptation d'un nouveau système informatique, volonté d'entreprendre,partage du contenu sur les réseaux sociaux, marketing d'influence…
Par exemple pour l’arrêt du tabac, on étudiera successivement : 
1. L’attitude vis-à-vis du tabac (cancer, dents jaunes, impuissance, …),
2. L’influence des proches du fumeur (famille, enfants, …),
3. L’auto-efficacité (« si je veux, je suis capable d’arrêter »).

D’après la TCP, c’est sur ces trois facteurs qu’il faut agir concomitamment.